# 구교연맹

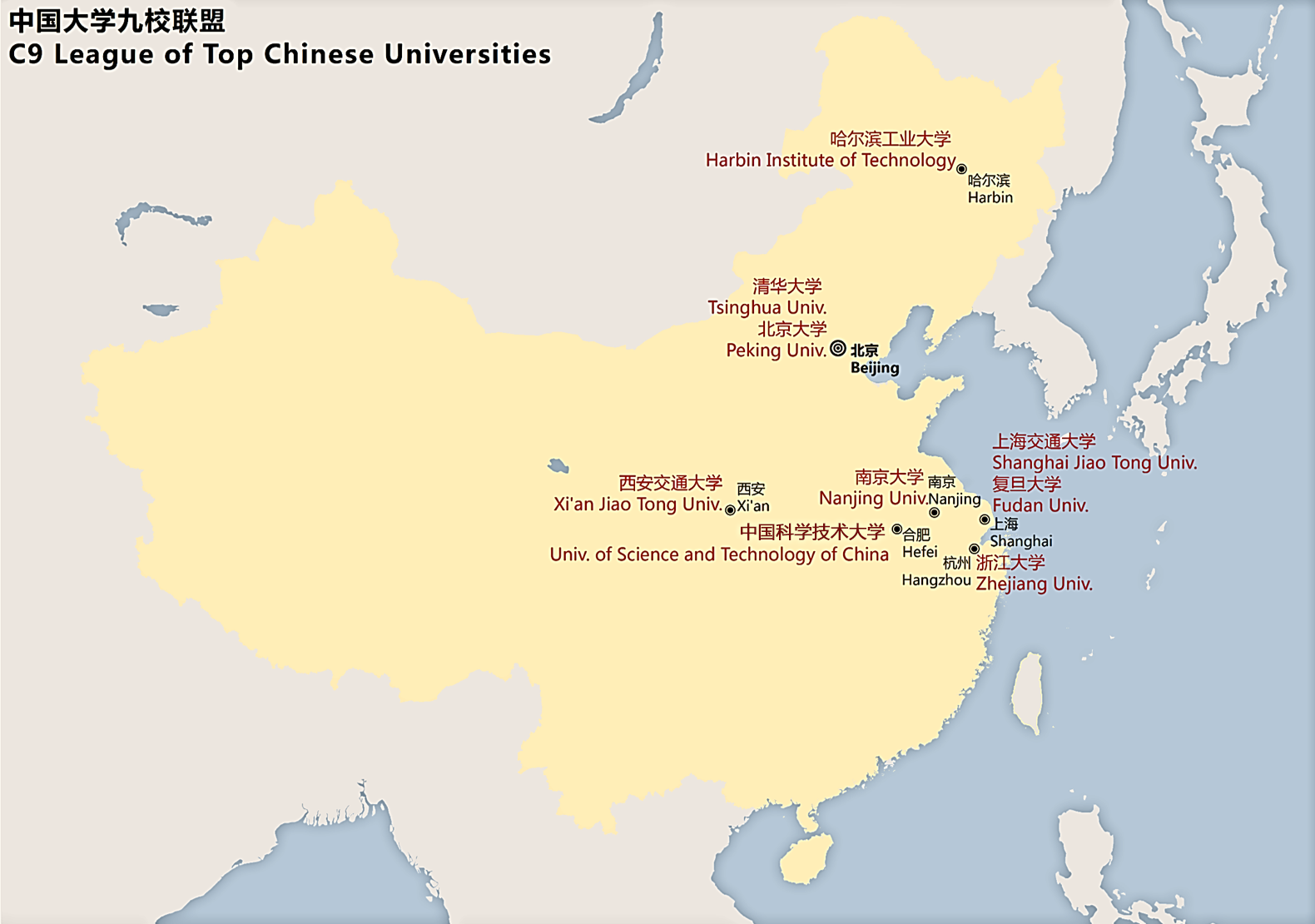
구교연맹 분포 지도

구교연맹(중국어 간체자: 九校联盟, C9)은 중국 본토의 9개 대학으로 구성된 정식 연맹이다. 중국 고등교육의 발전과 평가를 높이기 위해 중국 중앙정부가 985 공정에서 주도하고 있다. 구교연맹에 속하는 대학은 중국 연구자의 3%만을 차지하지만 국가 연구비의 10%를 받는다. 또한 전국 학술 논문의 20%를 창출하며 이는 총 피인용수의 30%에 해당한다. 중국공산당 기관지인 인민일보는 구교연맹을 중국의 아이비 리그라고 기재한다.

## 구성
- 베이징 대학
- 칭화 대학
- 푸단 대학
- 상하이 자오퉁 대학
- 중국과학기술대학
- 저장 대학
- 난징 대학
- 시안 자오퉁 대학
- 하얼빈 공업대학

## 같이 보기
- 211 프로젝트